# Eviota susanae
Eviota susanae är en fiskart som beskrevs av Greenfield och Randall, 1999. Eviota susanae ingår i släktet Eviota och familjen smörbultsfiskar. Inga underarter finns listade i Catalogue of Life.